# Vince Guaraldi
Vince Guaraldi (San Francisco, Kalifornia, 1928. július 17.  – Menlo Park, Kalifornia, 1976. február 6.) amerikai Grammy-díjas dzsesszzongorista.

## Pályakép
Guaraldi nagyrabecsült zongorista volt. Legnagyobb sikereit általában a kortárs dzsesszzenészek számára jól ismert utakat járva érte el. Számos sikeres animációs sorozat zenéjét is megírta, óriási sikerrel a Charlie Brown rajzfilmsorozat darabjait is.
A Charlie Brown-album tökéletesen adja vissza a karácsonyi hangulatot a Vince Guaraldi Trio előadásában.
A Black Orpheus v. film zenéje nyomán írt benyomásai is jelentősek (pl. a „Samba de Orpheus”).
Egy este, miután kaliforniai Menlo Parkban befejezték az Eleanor Rigby-t, Vince rosszul érezte magát. Felállt kimenni a fürdőszobába, de lerogyott a földre. Guaraldit a Stanford Kórházba szállították, ahol meghalt. A halál  oka szívinfarktus, trombózis és a koszorúér érelmeszesedésf volt. 
Kompozícióit sokan felvették repertoárjukba, köztük Dave Brubeck és Wynton Marsalis is.

## Lemezek
1964 From All Sides

1964 The Latin Side of Vince Guaraldi

1964 Vince Guaraldi, Bola Sete, and Friends

1968 Oh, Good Grief!

1969 Alma-Ville

1969 The Eclectic

2000 Vince & Bola

2004 Oaxaca

2005 Vince Guaraldi With the San Francisco Boys Chorus

2006 North Beach

2009 Jazz Six Pack

2009 Essential Standards

2009 The Definitive

2017 A Boy Named Charlie Brown: Original Motion Picture Soundtrack

## Díjak
- Grammy-díj: 1963 (Barátom, Charlie Brown)